# خوانا ويتني
خوانا ويتني (نيزا، فرنسا، 1857 - إيستيلا، نافارا العليا، 28 مارس 1945) كانت معلمة وناشطة نسوية.
| خوانا ويتني                | خوانا ويتني                                              | خوانا ويتني                                              |
| -------------------------- | -------------------------------------------------------- | -------------------------------------------------------- |
|                            |                                                          |                                                          |
| معلومات شخصية              |                                                          |                                                          |
| اسم الميلاد                | جين إيلين ويتني                                          | جين إيلين ويتني                                          |
| الاسم بالإسبانية           | خوانا إيلينا ويتني دوني                                  | خوانا إيلينا ويتني دوني                                  |
| الميلاد                    | 1857 نيزا (ألب مارتييم، فرنسا)                           | 1857 نيزا (ألب مارتييم، فرنسا)                           |
| الوفاة                     | 28 مارس 1945 إيستيلا (نافارا، إسبانيا)                   | 28 مارس 1945 إيستيلا (نافارا، إسبانيا)                   |
| الإقامة                    | نيزا، باريس، بلباو، إيستيلا وفيتوريا                     | نيزا، باريس، بلباو، إيستيلا وفيتوريا                     |
| الجنسية                    | بريطانية واسبانية                                        | بريطانية واسبانية                                        |
| العائلة                    |                                                          |                                                          |
| الزوج                      | مانويل دي مايستو رودريغيز                                | مانويل دي مايستو رودريغيز                                |
| الأبناء                    | - راميرو دي مايستو - ماريا دي مايستو - غوستافو دي مايستو | - راميرو دي مايستو - ماريا دي مايستو - غوستافو دي مايستو |
| معلومات مهنية              |                                                          |                                                          |
| المهنة                     | مديرة مدرسة ورائدة أعمال                                 | مديرة مدرسة ورائدة أعمال                                 |
| الحركات                    | بيئية، نسوية، وحقوق الحيوان                              | بيئية، نسوية، وحقوق الحيوان                              |
| [editar datos en Wikidata] |                                                          |                                                          |

## السيرة الذاتية
كانت ابنة خوان ويتني، دبلوماسي إنجليزي وقنصل بريطانيا في نيزا. تلقت تعليمها في باريس.
عندما كانت في السادسة عشرة، تعرفت على مانويل دي مايستو رودريغيز، مالك أراضي كوبي من أصول نافارية وُلد في سينفويغوس، ابن آخر مدير عام بينما كانت كوبا لا تزال تحت السيادة الإسبانية، مهندس ومالك معصرتي سكر في كوبا، واستقرّا في فيتوريا دون أن يتزوجا. عاشوا في فيتوريا وأنجبوا خمسة أطفال: الكاتب راميرو مايستو (1874)، أنجيلا مايستو (1877)، ميغيل مايستو (1880)، المربّية ماريا مايستو (1881) والرسام غوستافو مايستو (1887). تمتعّت العائلة بوضع اقتصادي مريح حتى وفاة مانويل دي مايستو المفاجئة عام 1898 في سانتا كلارا (كوبا)، مما ترك العائلة في وضع مالي صعب.
انتقلت خوانا ويتني مع أولادها إلى بلباو، مدينة أكثر صناعية من فيتوريا. بدأت بتدريس اللغة الإنجليزية في المنازل، ونصحتها صداقات بأن تؤسس مدرسة، فأنشأت الأكاديمية الأنجلو-فرنسية، مدرسة للبنات في عدة مواقع ببلباو (لاحقاً، أكاديمية مايستو). كانت تدرّس فيها اللغات والثقافة العامة، وكانت تستقبل بنات المثقفين والسياسيين التقدميين مثل بنات إندالسيو برييتو. لاحقاً، ساعدها المليونير هوراسيو إيتشافاريتا ببناء مبنى خاص للأكاديمية عام 1912 في شارع أرويتا 4. ساعدتها ابنتها ماريا التي بدأت مسيرتها كمعلمة في الأكاديمية.